# Mythicomyia diasema
Mythicomyia diasema är en tvåvingeart som beskrevs av Hall 1976. Mythicomyia diasema ingår i släktet Mythicomyia och familjen svävflugor. Inga underarter finns listade i Catalogue of Life.